# Langenicher Mühle
Die Langenicher Mühle war eine Mühle in Langenich, einem Ortsteil von Kerpen im Rhein-Erft-Kreis.
Die erste Erwähnung der Mühle ist in einer Verkaufsurkunde vom 5. Juni 1290 nachweisbar, als der Kanoniker des Stiftes Kerpen mit Namen Godfried Carpensnauel die Langenicher Mühle mit sieben Morgen Land an das Stift St. Gereon in Köln verkaufte. Danach wurde die Mühle nicht mehr erwähnt. Sie muss schon vor 1587 verschwunden sein, da sie zu diesem Zeitpunkt in einem Lageplan nicht mehr erwähnt war. Der genaue Standort ist unklar.